# Magolsheim
Magolsheim ist ein Ortsteil der Stadt Münsingen im Landkreis Reutlingen in Baden-Württemberg.

## Geographie

### Geographische Lage, Schutzgebiete
Der Ort liegt auf der Hochfläche der Kuppenalb rund sechs Kilometer östlich von Münsingen am Rand des ehemaligen Truppenübungsplatzes. Der Nachbarort ist Böttingen.

## Geschichte
1275 wurde Magolsheim erstmals als Magolfesheim erwähnt. 1396 erwarb Württemberg ein Drittel des Ortes. Zwei Drittel kamen 1572 an die Grafen von Stadion.  1743 kam auch dieser Ortsteil durch Verkauf an Württemberg. Ab 1808 gehörte Magolsheim zum Oberamt (ab 1938 Landkreis) Münsingen. Im Zuge der Gemeindegebietsreform in Baden-Württemberg wurde der Ort am 1. Januar 1975 nach Münsingen eingemeindet.
Der württembergische Teil des Ortes wurde 1595 evangelisch, der Rest des Ortes blieb aber katholisch, da die Herren von Stadion in österreichischen Diensten standen und dieser Teil des Ortes damit zu Vorderösterreich gehörte. Es gibt bis heute in Magolsheim zwei Kirchen (evangelisch und katholisch). Die alte Dionysius-Kirche in Magolsheim wurde zunächst simultan genutzt, bis sie 1870 einstürzte. An gleicher Stelle wurde vom Münsinger Amtsbaumeister Bosler 1871 die heutige evangelische Kirche im neoromanischen Stil errichtet. Im selben Jahr erbaute die katholische Gemeinde eine eigene Kirche, die 1936 durch den heutigen Bau ersetzt wurde und das Dionysius-Patrozinium fortführt.
Die Affäre Magolsheim bezeichnet einen Fall von Landfriedensbruch im Jahr 1957. Dabei haben Einwohner des Dorfes das Haus einer Sinti-Familie komplett zerstört.

## Sehenswürdigkeiten
- Evangelische Kirche von 1871

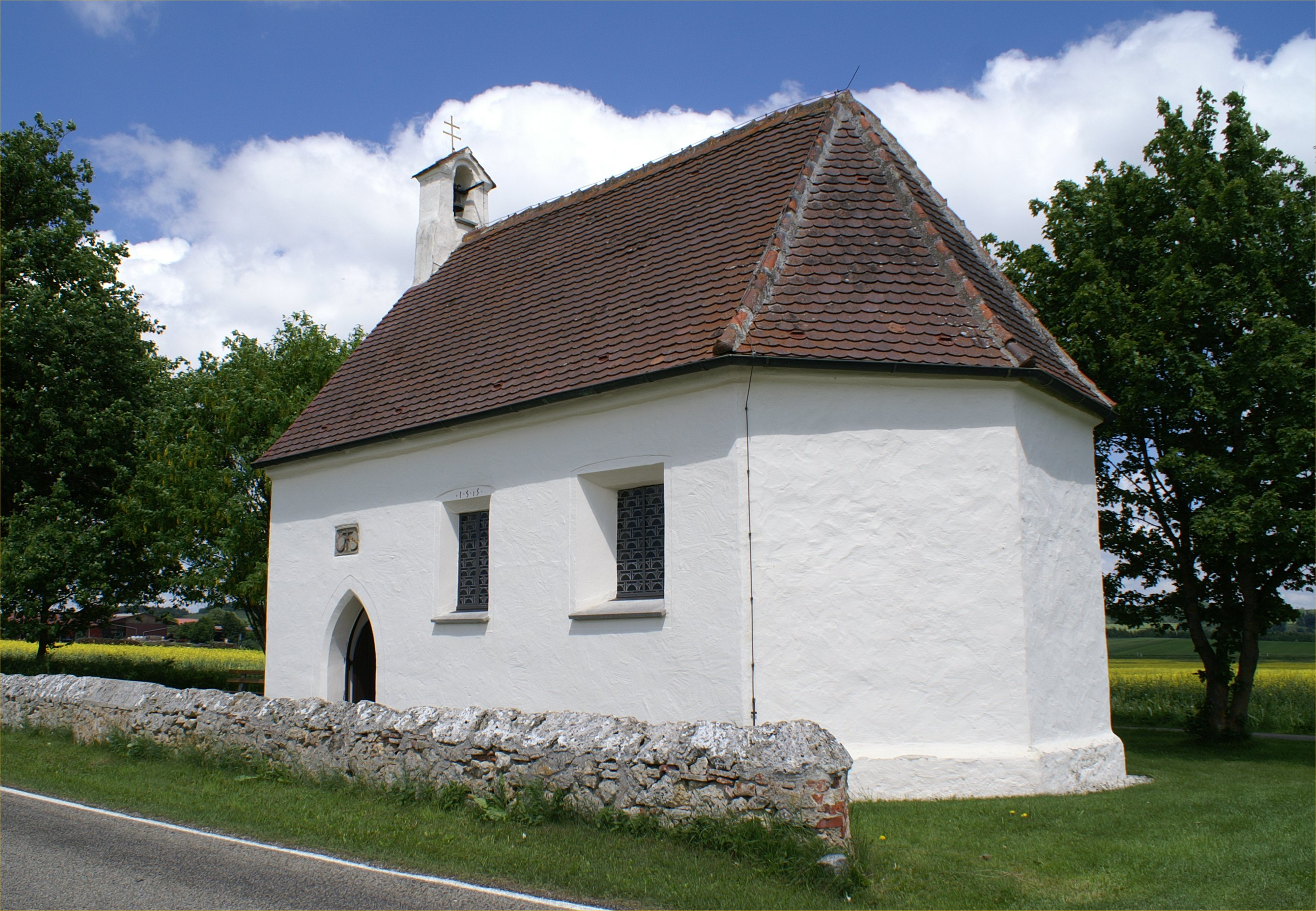
Kapelle Magolsheim

- Spätgotische Feldkapelle von 1515 an der Straße nach Ingstetten.